# Callosa de Segura
Callosa de Segura – gmina w Hiszpanii, w prowincji Alicante, we wspólnocie autonomicznej Walencja, o powierzchni 24,77 km². W 2011 roku liczyła 18 034 mieszkańców.